# Manifestações contra a reunião do G8 em Gênova

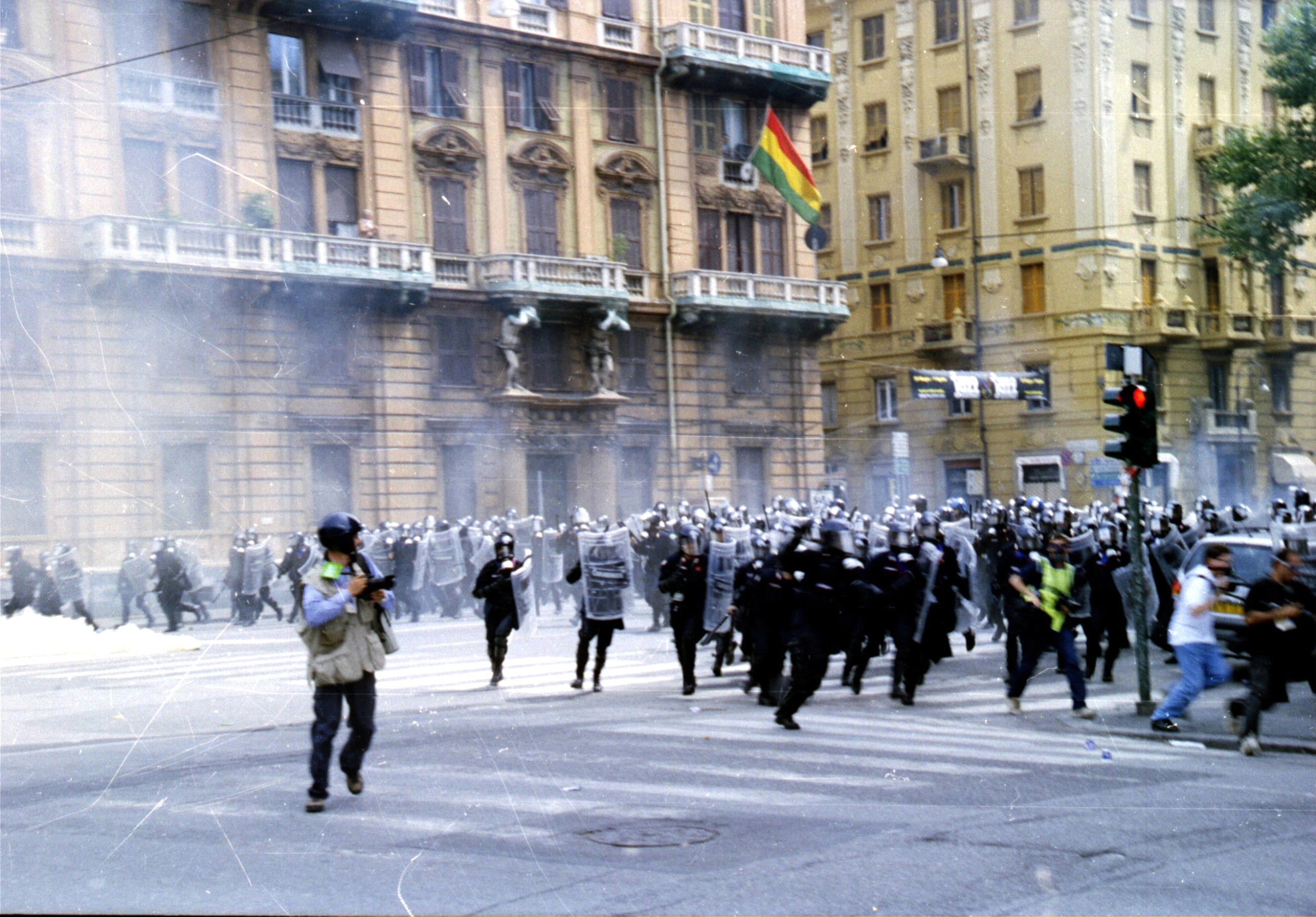
Policiais reprimem manifestações anti-G8, em Gênova.

As manifestações contra a reunião do G8 em Gênova, também conhecidas como Batalha de Gênova, foram protestos organizados por movimentos antiglobalização, na cidade italiana de Gênova, entre 19 e 22 de julho de 2001, período em que lá acontecia a reunião do G8.
As manifestações contra a reunião saltaram para as primeiras páginas dos periódicos de todo o mundo, dada a violência dos confrontos entre policiais e manifestantes. Um desses manifestantes, Carlo Giuliani, de 23 anos, foi morto pela polícia. Giuliani foi alvejado (alegadamente em legítima defesa) por um carabiniere, que disparou sua arma de dentro de uma viatura de serviço. Em seguida, o veículo passou duas vezes sobre o corpo caído do rapaz.
Em 21 de julho de 2001,  à meia noite, quando já havia sido encerrado o encontro do G8, a polícia realizou uma batida na Escola Díaz, a pretexto de caçar adeptos da tática black bloc, e executou o mais violento ataque da semana. O complexo escolar Díaz, composto de dois prédios, um de frente para o outro, na rua Battisti, estava sendo usado pelos advogados do Fórum Social de Gênova. Além disso, rádios independentes estavam transmitindo de lá, e um Centro de Mídia Independente havia sido montando no terceiro andar do prédio. A escola também estava sendo usada como dormitório pelos manifestantes durante os dias do encontro e era considerada como um lugar "seguro".
Os policiais foram acusados de uso excessivo de força, prisão e detenção ilegal, conspiração e de plantar evidências. A equipe médica foi acusada de negligenciar e de ser cúmplice de espancamentos e torturas de manifestantes, na noite que foi denominada "a noite chilena de Gênova".
Várias sentenças judiciais condenaram o Estado italiano pelos abusos e violência das forças de ordem, durante os eventos de Gênova. No entanto, 250 casos foram arquivados em razão da impossibilidade de se estabelecer a responsabilidade de cada policial envolvido em cada um dos abusos registrados.